# Jeanne Alix
Pour les articles homonymes, voir Alix.
Jeanne Alix, née le 7 mars 1884 dans le 2e arrondissement de Paris et morte le 19 juin 1960 dans le 18e arrondissement, est une artiste peintre et aquarelliste française.
Elle est la cousine de la peintre Louise Alix (1888-1980) avec laquelle elle a été parfois confondue par la critique.

## Biographie
Jeanne Louise Alix naît le 7 mars 1884 dans le 2e arrondissement de Paris. Son père, Étienne Alix, est dessinateur, graveur et publiciste, sa mère Alice Marinier (1860-1930) et son grand-père maternel Alfred Marinier (1833-1911) sont également artistes-peintres. Elle est apparentée au graveur parisien Pierre-Michel Alix (1762-1817).
Elle a pour maîtres Diogène Maillart, Eugène Carrière et, à l'école des Beaux-Arts, Jean-Paul Laurens. Louisa Emily Edwards et Mathilde Arbey,  élèves comme elle de Laurens, réalisent son portrait,. Elle tient son atelier au 110 Boulevard de Clichy à Paris (18e) au moins dès 1910, année de sa première exposition au Salon des artistes français, avant de le transférer au 5, place Pigalle dans le 9e arrondissement à partir de 1934. 
En 1924, Jeanne Alix épouse le journaliste Auguste Savary dont elle se séparera en 1928. Elle a pour professeur de musique Jacques Tessarech, dont elle fait le portrait peu de temps avant sa mort en 1928.
Elle expose au moins de 1910 à 1937. Elle peint fréquemment des vues de Paris, souvent observées depuis les toits, dans un style resserré. Elle obtient une mention honorable au Salon des artistes français en 1920, le prix Marie Bashkirtseff en 1921, une médaille d'argent au Salon en 1925, une médaille d'argent à l'Exposition universelle de 1937,.
Elle meurt en 1960 à l'hôpital Bichat dans le 18e arrondissement .

## Principales expositions

### Salon des artistes français
- 1910 : Vue de Montmartre, peinture (n° 23).
- 1911 : Nature morte, les bibelots d'Orient exilés, peinture (n° 17).
- 1920 : Avenue Rachel (Paris), aquarelle gouachée (n° 2039) (achat par l'Etat[7]), Rue Clovis, Montagne Sainte-Geneviève, peinture (n° 22) et Toits de Montmartre, peinture (n° 23).
- 1924 : Vallée de Saint-Chéron (Seine-et-Oise), dessin (n° 2024).
- 1925 : Cour de l'hôtel de Beauvais, rue François-Miron, peinture (n° 15)
- 1927 : Robe verte, peinture (n° 22).
- 1931 : À la mémoire de Marie G..., peinture (n° 27).
- 1932 : Verrière en ciment, boulevard Bessières, peinture (n° 28) et Ciel parisien, peinture (n° 29).
- 1933 : Après la lutte, vers l'au-delà, peinture (n° 24) et Carrefour Chappe, boulevard Saint-Germain, peinture (vue n° 25).
- 1934 : Ernest Girault, peinture (n° 31) et Champ breton, peinture (n° 32).
- 1935 : Sainte-Enimie (Gorges du Tarn), peinture (n° 28).

### Autres salons et expositions

#### Salon des Artistes de Paris et du département de la Seine
(au Palais de Bagatelle)
- 1921[12]

#### Salon de laSociété nationale des beaux-arts
- 1937 : Avant l'orage, vallée de Saint-Chéron (n°20)[13].

### Galeries
- 1923 : Galerie Devambez, Exposition Les peintres de Paris moderne : Paris vu de la rue de Fleurus[14].
- 1925 : Galerie Siot-Decauville, Exposition Les peintres de Paris moderne[15] .
- 1932 : Galerie Georges Petit, Exposition de Vues de Paris en même temps qu'une rétrospective Alfred Marinier[16].

## Œuvres dans les collections publiques
- 1932 : Centre National des Arts Plastiques (CNAP), L'Avenue Rachel, gouache[7].